# Pop russe
La pop russe est est un sous-genre de la musique pop, chantée en langue russe produite en Russie, dans les pays de la Communauté des États indépendants (CEI), dans les pays baltes, en Asie centrale et dans d'autres pays étrangers, dans laquelle les chansons sont principalement interprétées en russe, dans les langues des pays de la CEI et dans les autres langues du monde. Elle succède à la musique populaire soviétique de « variété », avec ses idoles pop telles qu'Alla Pougatcheva ou Valery Leontiev.
Le premier hit-parade en URSS est le hit-parade ZD. Depuis la création du hit-parade, il identifie les artistes les plus populaires, ainsi que les albums et les singles les plus populaires en Russie et dans d'autres pays de l'ex-URSS. Depuis, la pop russe est très diversifiée et a de nombreux moyens de se répandre dans le public. Les pop stars les plus célèbres peuvent être vues à la télévision générale dans des émissions musicales ou des talk-shows, ainsi que sur des chaînes de télévision musicales telles que Music Box, MTV et Muz-TV. Ainsi, la chaîne Music Box décerne son prix à des artistes populaires en Russie et dans la CEI.

## Histoire
Depuis le milieu des années 1970 et 1980, la pop russe se développe. De nombreuses compositions musicales, telles que Lavender et Moon (Sofia Rotaru), Million Roses, Iceberg et Ferryman (Alla Pougatcheva), I Want Change (Kino), créées durant cette période, deviendront la signature d'une carte de visite de la pop soviétique puis russe dans le monde. La musique russe devient populaire en Europe de l'Est, dans les pays baltes, en Scandinavie et en Asie centrale,. En 1990, la chanson Moscow Calling de Gorky Park devient un succès international.
À partir du milieu des années 1980 et jusque dans les années 1990 et 2000, outre les artistes-interprètes russes en Russie, des artistes-interprètes d'autres pays d'Europe, d'Asie et d'Amérique sont devenus populaires, notamment Marylya Rodowicz (Pologne), Army of Lovers et Roxette (Suède), Gloria Gaynor (États-Unis), Ricky Martin (Porto Rico), In-Grid (Italie), ainsi que Natalia Oreiro (Uruguay) et le groupe de musique de chambre de la ville de Moscou, Natalia Oreiro (Uruguay), Dan Bălan (Moldavie), Patricia Kaas (France), Laima Vaikule (Lettonie, Thomas N'evergreen (Danemark), Svetlana Loboda et Verka Serduchka (Ukraine), A-Studio (Kazakhstan), Tarkan (Turquie), Arash (Iran), Avraam Russo (Syrie) et d'autres encore. Pendant plusieurs années, l'un des programmes musicaux les plus populaires de la télévision soviétique est l'émission Melodies and Rhythms of toreign pop, qui présentait également les meilleures performances du festival Sanremo en Italie. 
Dans les années 1990 et 2000, Alla Pougatcheva et Valery Leontyev conservent leur popularité en Russie et dans les pays d'Europe de l'Est. C'est également à cette époque que Gorky Park, Na Na, Bi-2, Zemfira, Vitas, t.A.T.u., Serebro et d'autres deviennent populaires,. En 2020, Zivert, Niletto et Danya Milokhin deviennent populaires,,.